# KADOKAWA RADIO BOOMER
KADOKAWA RADIO BOOMER（かどかわ レディオ ブーマー）は、1999年4月 - 2001年6月にTOKYO FM（JFN系）で放送されていた深夜放送である。ラジオ黄金時代の帯番組の中で放送当時は唯一スポンサーが付いていた。

## 概要
パーソナリティは歌手、シンガーソングライターで、嘗てニッポン放送系の深夜放送、オールナイトニッポンのパーソナリティを務めていた石川よしひろが担当していた。また、スポンサーは角川書店のみ。但し25時代に当時のオークション運営会社「ライコス」がコーナーのスポンサーになっていた時があった。そのコーナーの担当は船守さちこであった。
全国同時フルネットで放送されていた番組。

## コーナー
- 親父、ポロポロ

## その他
- 当番組で公開オーディションを行い、優勝者には賞品として、全国ネットのレギュラー番組をプレゼントされた。優勝者は「八本足」で、月曜日の28時30分(早朝4時30分)からの「八本足のはみだしマンデー」が半年間放送された。